# Cổ địa từ
Cổ địa từ (Paleomagnetism) là môn nghiên cứu các dấu vết lưu giữ từ trường Trái Đất thời quá khứ trong các đá núi lửa, trầm tích, hoặc các di vật khảo cổ học. Từ hóa dư trong một số khoáng vật từ tính của đá chốt trong nó thông tin về hướng và cường độ của từ trường khi khoáng vật hình thành hoặc lắng đọng.
Địa vật lý sử dụng những ký ức này để khôi phục thông tin về kiểu dáng của từ trường Trái Đất và các vị trí của các mảng kiến tạo trong quá khứ. Các thay đổi cực từ được bảo quản trong đá núi lửa và đá trầm tích theo trình tự từ tính của địa tầng, cơ sở của Địa tầng từ tính (Magnetostratigraphy), cung cấp công cụ cho định tuổi trong địa chất. Nó cung cấp bằng chứng cho thuyết trôi dạt lục địa, và các dị thường từ trên đại dương cho thấy đáy đại dương đang dãn rộng.

Thay đổi cực tính nhiễm từ ở vỏ đáy đại dương: a) 5 tr.năm trước, b) 2–3 tr.năm trước, c) Hiện nay

Cổ địa từ dựa nhiều vào sự phát triển mới trong nghiên cứu từ hóa của đá, do đó đã cung cấp nền tảng cho các ứng dụng mới của từ tính. Chúng bao gồm từ sinh học (Biomagnetism), các loại vải từ (magnetic fabrics, sử dụng như các chỉ số căng trong đất đá),...

## Lịch sử nghiên cứu
Hiện tượng kim la bàn bị lệch khi đến gần mỏm đá từ hóa mạnh đã được quan sát từ đầu thế kỷ 18. Năm 1797, Alexander von Humboldt cho là từ hóa này do sét đánh (sét đánh làm thường từ hóa bề mặt khối đá). Từ thế kỷ 19 các nghiên cứu về hướng của từ hóa trong các loại đá cho thấy một số dung nham trẻ đã được từ hóa song song với từ trường Trái Đất. Đầu thế kỷ 20, David, Brunhes và Mercanton thấy nhiều khối đá cổ hơn có từ hóa phản song song với từ trường. Matuyama Motonori sau đó đã chỉ ra rằng từ trường Trái Đất đảo ngược vào giữa kỷ Đệ tứ, 781.000 năm trước, và được gọi là đảo ngược Brunhes-Matuyama (Brunhes–Matuyama reversal).
Nhà vật lý người Anh P.M.S. Blackett cung cấp một động lực lớn để cổ địa từ phát triển, khi chế ra từ kế phiếm định (astatic magnetometer) rất nhạy vào năm 1956. Mục đích của ông là để kiểm nghiệm giả thuyết rằng từ trường Trái Đất có liên quan đến chuyển động quay của Trái Đất, một thuyết cuối cùng bị từ chối. Nhưng từ kế phiếm định của ông lại trở thành công cụ cơ bản của cổ địa từ và dẫn đến một sự hồi sinh của thuyết trôi dạt lục địa. Thuyết này được Alfred Wegener đề xuất đầu tiên vào năm 1915, cho rằng các lục địa đã từng được nối lại với nhau và từ đó đã di chuyển ra xa nhau. Mặc dù có dư bằng chứng gián tiếp, lý thuyết của ông ít được chấp nhận vì hai lý do: 
- Không có cơ chế cho trôi dạt lục địa đã được biết đến,
- Không có cách nào để tái tạo lại các chuyển động của các châu lục theo thời gian.

Keith Runcorn và Edward A. Irving dựng lại được đường lang thang biểu kiến của cực từ ở châu Âu và Bắc Mỹ. Những đường cong này tản mác, nhưng có thể được hóa giải nếu giả định rằng các lục địa đã liền nhau vào 200 triệu năm trước. Điều này cung cấp những bằng chứng địa vật lý rõ ràng đầu tiên cho thuyết trôi dạt lục địa. Sau đó, vào năm 1963, Morley, Vine và Matthews xác định rằng dị thường từ ở đại dương cung cấp bằng chứng cho Tách giãn đáy đại dương.

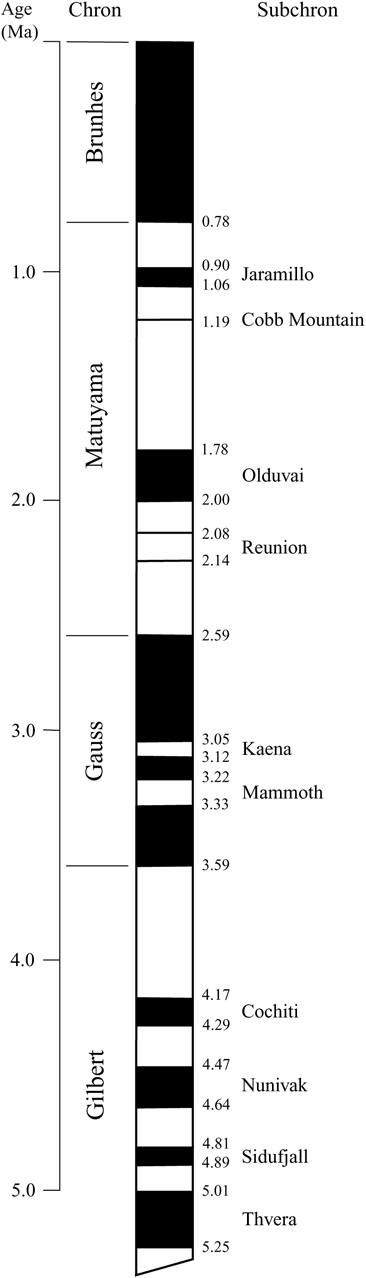
Các thay đổi cực từ của Trái Đất trong 5 triệu năm qua. Đoạn đen là cực từ bình thường, như hiện nay. Đoạn sáng là cực từ ngược

## Lĩnh vực nghiên cứu
Cổ từ được nghiên cứu trong các lĩnh vực:
- Biến thiên thế kỷ (Geomagnetic secular variation) nghiên cứu xem xét những thay đổi quy mô nhỏ theo hướng và cường độ của từ trường Trái Đất. Cực từ bắc liên tục thay đổi đối với trục quay Trái Đất. Từ tính là một vector, và từ trường cổ được dựng lại nhờ các phép đo từ thiên (Magnetic declination), từ khuynh (Magnetic inclination) và cường độ (Intensity) cổ.
- Địa tầng từ tính (Magnetostratigraphy) sử dụng lịch sử đảo cực từ trường của Trái Đất ghi trong đá để xác định tuổi của đá. Đảo cực từ đã xảy ra trong khoảng thời gian ngẫu nhiên trong suốt lịch sử Trái Đất. Tuổi và kiểu dáng của đảo chiều được biết đến từ việc nghiên cứu sàn đáy đại dương và niên đại của đá núi lửa.

## Nguyên lý của quá trình từ hóa dư
Các nghiên cứu cổ địa từ dựa trên khả năng của khoáng vật từ tính như magnetit có thể ghi lại từ trường Trái Đất trong quá khứ. Lưu giữ từ trường trong đá có thể được ghi nhận bằng nhiều cơ chế khác nhau, và là phần Từ hóa dư tự nhiên (Natural remanent magnetization) trong hiện tượng vật lý Từ hóa dư.

### Từ hóa dư nhiệt
Từ hóa dư nhiệt (TRM, Thermoremanent magnetization) là trường hợp phổ biến nhất. Các khoáng vật oxit sắt-titan trong bazan và các loại đá núi lửa bảo tồn được hướng và cường độ của từ trường Trái Đất khi đá nguội qua nhiệt độ Curie của chúng. Hầu hết bazan và gabro kết tinh hoàn toàn ở trên 900 °C, còn nhiệt độ Curie của magnetit khoảng 580 °C.
Vì các xáo trộn có thể xảy ra sau khi đá nguội như phản ứng oxy hóa hay hoạt động kiến tạo, các định hướng theo từ trường Trái Đất không phải luôn luôn được ghi chép chính xác, và cũng không nhất thiết ghi chép được bảo tồn. Tuy nhiên, trong bazan của lớp vỏ đại dương chúng đã được bảo quản khá tốt, và là cơ sở quan trọng cho sự phát triển của lý thuyết Đáy biển lan rộng (Sea floor spreading) liên quan đến kiến tạo mảng.
TRM cũng có thể được ghi lại trong lò nung (như gốm cổ) hay vụ cháy. Nghiên cứu Từ hóa dư nhiệt trong các di vật khảo cổ được gọi là Định tuổi khảo cổ bằng từ tính (Archaeomagnetic dating).

### Từ hóa dư mảnh vụn
Từ hóa dư mảnh vụn (DRM, Detrital remanent magnetization) là trường hợp các mảnh vụn hạt từ tính trong trầm tích được định hướng theo từ trường Trái Đất trong hoặc ngay sau khi lắng đọng. Ví dụ các hạt ilmenit trôi rồi lắng trong các sa khoáng.
Định hướng xảy ra lúc lắng đọng gọi là Depositional DRM (dDRM), còn định hướng xảy ra sau lắng đọng gọi là Post-depositional DRM (pDRM).

### Từ hóa dư hóa học
Từ hóa dư hóa học (CRM, Chemical remanent magnetization) xảy ra trong quá trình biến chất hay phong hóa đá khi các phản ứng hóa học tạo ra khoáng vật từ tính, ghi lại hướng của từ trường Trái Đất tại thời điểm hình thành của chúng.
Phổ biến nhất là sự hình thành hematit, một loại oxit sắt, có thể tập trung và tạo ra mỏ sắt, hoặc phân tán như trong trầm tích đỏ và các loại sa thạch màu đỏ. CRM có thể sử dụng cho nghiên cứu từ địa tầng.
Phần lớn phản ứng hóa học là của tự nhiên. Tuy nhiên có một dạng đặc biệt là một số vi khuẩn nhóm Magnetotactic bacteria có cấu trúc màng kín giàu chất sắt trong tế bào chất tạo ra magnetosome chứa vài chục hạt cỡ 0,1 μm của magnetit FeIII2FeIIO4 hoặc greigit FeIII2FeIIS4 được bao bọc bởi một lớp lipid kép. Khi sinh vật chết thì các hạt này lắng đọng trong trầm tích.
Có thể coi nguồn gốc chúng là sinh học (Biomagnetism), hoặc ghép vào nguồn gốc hóa học, nhưng tích luỹ trong trầm tích theo cơ chế mảnh vụn - lắng đọng. Chúng không tạo ra dị thường từ nhưng là dấu vết có ý nghĩa quan trọng trong nghiên cứu địa tầng và cổ địa từ.

### Từ hóa dư đẳng nhiệt
Từ hóa dư đẳng nhiệt (IRM, Isothermal remanent magnetization) xảy ra ở nhiệt độ cố định, nhưng có xảy ra từ trường cục bộ mạnh, vi dụ sét đánh, hay có nam châm mạnh đưa lại gần, làm từ hóa lại vật liệu. Phân biệt từ hóa sét đánh là cường độ cao và thay đổi nhanh chóng theo các hướng ở tầm cm. Trong khoan thăm dò IRM thường xảy ra do từ trường của ống đầu khoan làm từ hóa lõi khoan.
IRM không dùng được cho nghiên cứu cổ địa từ, mà thực tế là nhiễu loạn.

### Từ hóa dư nhớt
Từ hóa dư nhớt (Viscous remanent magnetization) xảy ra khi vật liệu sắt từ (ferromagnetic) là loại có mômen từ nguyên tử lớn và có từ độ tự phát, khi đặt trong từ trường một thời gian đủ lâu nào đó thì phương từ hóa chuyển đến trùng với phương từ trường.

## Trình tự nghiên cứu cổ địa từ
Trong nghiên cứu cổ địa từ, thực hiện lấy mẫu đá có đánh dấu hướng đầy đủ để sau đó đo mẫu xác định phương và cướng độ từ hóa dư của mẫu. Các mẫu ở tầng sâu thì phải dùng khoan với mũi khoan kim cương và làm mát bằng nước, tránh dùng các dụng cụ có từ tính. Khi lấy mẫu xong thì dùng đầu đo để đo hướng từ hóa trong hố khoan.
Kết quả được tập hợp trên bản đồ. Nếu vector chỉ phương của các mẫu giống nhau thì chúng có thể cùng tuổi. Nếu khác nhau thì phải so sánh với tài liệu địa chất để phân nhóm. Giải thích tài liệu cổ địa từ có nội dung hàn lâm cao.

## Ứng dụng
Bằng chứng cổ địa từ, cả sự đảo cực và cực từ lang thang, là công cụ trong việc xác minh thuyết trôi dạt lục địa và kiến tạo mảng trong những năm 1960 và 1970. Một số ứng dụng của bằng chứng cổ địa từ để tái tạo lại lịch sử của địa di (Terrane) đã tiếp tục khơi dậy tranh cãi. Bằng chứng cổ địa từ cũng được sử dụng trong xác định tuổi có thể cho đá, cũng như cho các quy trình tái tạo lịch sử biến dạng của bộ phận vỏ Trái Đất.
Nghiên cứu cổ địa từ được kết hợp với các phương pháp định thời để xác định tuổi tuyệt đối cho các loại đá trong đó ký ức từ tính được bảo tồn. Đối với đá phun trào như đá bazan, phương pháp thường được sử dụng kết hợp với Địa thời học bằng kali-argon và argon-argon.
Địa tầng từ tính đảo ngược cũng được sử dụng để ước tính tuổi của các di chỉ mang di vật và hài cốt của hominin. Ngược lại, với một hóa thạch có tuổi được biết, dữ liệu cổ địa từ có thể cho phép khôi phục các vĩ độ mà tại đó các hóa thạch đã được chôn vùi. Một vĩ độ cổ như vậy cung cấp thông tin về môi trường địa chất tại thời điểm lắng đọng.
Các nhà khoa học ở New Zealand đã phát hiện rằng có thể tìm ra những thay đổi từ trường Trái Đất trong quá khứ bằng cách nghiên cứu lò hơi 700-800 năm tuối, tức hāngi, được người Māori sử dụng để nấu thức ăn.